# ماري بيركنز
ماري بيركنز (بالإنجليزية: Mary Perkins)‏ هي سيدة أعمال بريطانية، ولدت في 14 فبراير 1944 في برستل في المملكة المتحدة.